# 더 로맨틱
《더 로맨틱》(영어: The Romantics)은 2010년 개봉한 미국의 로맨틱 코미디 영화이다.

## 줄거리
대학교 시절 낭만주의라는 공통된 관심사가 있어 스스로를 '낭만주의자들'(The Romantics)이라 부르던 일곱 친구들이 6년 만에 재회한다. 친구 중 라일라와 톰이 결혼을 앞두고 있기 때문이다. 톰은 라일라와 만나기 전 로라와 깊은 사이였으며, 로라와 끝내지 않은 상태에서 라일라와 관계를 갖기 시작했다. 로라는 신부 들러리를 맡았지만 복잡한 감정을 숨기기 힘들어한다.
친구들이 농담을 주고받고 다투기도 하며 즐거운 시간을 보내는 반면 라일라와 톰은 다가오는 결혼에 확신을 갖지 못한다. 로라는 다른 친구들보다 훨씬 감정을 절제하며, 톰에게 결혼을 포기하라고 설득하려 한다. 결혼식 전날 밤 로라와 톰은 격렬한 대화를 나누고, 톰은 로라와의 관계가 감정적으로 너무 힘들었다고 고백한다. 로라는 톰이 스스로의 이상을 저버리고 있다고 생각하지만 톰에게 과연 이상 같은 게 있었는지조차 불분명하다. 결국 그들은 밤에 잠자리를 갖는다.
다음 날 아침 로라는 라일라에게 이 사실을 털어놓으며 친구를 불행한 결혼에서 구하고 싶었다고 주장한다. 라일라는 당연하게도 로라가 질투심 때문에 자신과 톰을 갈라놓으려고 그런 행동을 했다고 생각한다. 라일라는 본인이 품고 있는 의구심에도 불구하고 여전히 결혼을 강행하려 한다.
해변에서 진행된 결혼식에서 톰은 결혼 서약을 하는 대신 할 말이 없다는 횡설수설하는 독백을 한다. 그때 천둥 번개가 치자 모두 웃으며 집으로 뛰어간다. 톰과 로라는 자리에 남아 그 상황의 익살스러움에 미소를 지을 뿐이다. 결혼식이 계속 진행될지 불확실한 채로 영화는 끝이 난다.

## 출연
- 케이티 홈스 - 로라 로즌 역
- 애나 패퀸 - 라일라 헤이스 역
- 조시 더멜 - 톰 맥데번 역
- 다이애나 에이그론 - 미노 헤이스 역
- 애덤 브로디 - 제이크 역
- 말린 오케르만 - 트리플러 역
- 일라이자 우드 - 칩 헤이스 역
- 리베카 로런스 - 위지 역
- 제러미 스트롱 - 피트 역
- 캔디스 버건 - 오거스타 헤이스 역
- 로즈메리 머피 - 할머니 헤이스 역

## 기타 제작진
- 공동 제작: 제임스 벨퍼, 신시아 쿠리, 사이먼 크로, 토드 J. 래버라우스키, 시실리아 케이트 로크
- 협력 제작: 로런스 M. 코페이킨, 토미 메이
- 미술: 팀 그라임스
- 의상: 대니엘 케이스